# Francis Crick
Pour les articles homonymes, voir Francis et Crick.
Francis Harry Compton Crick (né le 8 juin 1916 à Weston Favell, Northamptonshire, en Angleterre, et mort le 28 juillet 2004 à l'hôpital de l'Université de San Diego, en Californie) est un biologiste britannique.
Il est co-lauréat avec James Watson et Maurice Wilkins du prix Nobel de physiologie ou médecine en 1962 pour la découverte de la structure de l'ADN (les travaux de la chercheuse Rosalind Franklin ont participé, avec d’autres, à la mise en évidence de la structure de la double hélice de l’ADN, que James Watson s'est fait communiquer à son insu) ainsi que de la médaille Copley en 1975.

## Biographie
Né en 1916 dans une famille de cordonniers, il étudie la physique au University College London et obtient un diplôme en sciences en 1937.
Lors de la Seconde Guerre mondiale, il est incorporé dès 1939 et travaille sur les mines sous-marines magnétiques et acoustiques pour le compte de la Royal Navy. À la fin de la guerre, il s'intéresse à la biologie et à la chimie.
En 1951, il commence à travailler avec l'Américain James D. Watson au Cavendish Laboratory de l'Université de Cambridge en Angleterre et se focalise à plein temps sur le décryptage de la structure de la molécule ADN, déjà identifiée par les biologistes comme clé de départ pour la compréhension de la génétique.
En utilisant les analyses cristallographiques aux rayons X de Rosalind Franklin, et sur ses compétences propres en génétique et en processus biologiques, Watson publie avec Crick, le 25 avril 1953, dans la revue Nature une proposition de la structure en double hélice de la molécule d'ADN (acide désoxyribonucléique). Cette proposition avait pour la première fois été formulée par Rosalind Franklin, physico-chimiste britannique dont le travail sur la structure hélicoïdale de l'ADN a été entièrement spolié par Crick.
La structure de la molécule en double hélice qu'est l'ADN a donné au monde l'une des clés pour comprendre les secrets du vivant. Cette découverte lui vaut le prix Nobel de physiologie ou médecine en 1962 ainsi qu'à James Watson et au Britannique d'origine néo-zélandaise Maurice Wilkins dont les travaux ont servi de base. Dans leurs travaux, ils ne citent pas et ne reconnaissent pas le rôle prépondérant de Rosalind Franklin décédée 4 ans plus tôt.
Chaque brin de la molécule porte quatre bases chimiques qui se font face deux à deux : l'adénine avec la thymine, et la cytosine avec la guanine. Ces quatre bases chimiques abrégées en A, T, C, et G, constituent l'alphabet par lequel s'écrivent les gènes le long de chaînes de l'ADN. Elles expliquent aussi que chaque brin d'ADN est un double miroir de celui qui lui fait face, ce qui permet d'expliquer comment l'ADN peut se recopier et se reproduire. Crick et Watson commencent donc à déchiffrer l'ADN, travail qui aboutira en 1966.
Il est lauréat de la Royal Medal en 1972.
En 1973, il entre au Salk Institute for Biological Studies de l'Université de San Diego pour faire des recherches en neurosciences. Il concentra ses efforts sur la compréhension du cerveau, et a fourni à la communauté scientifique de nombreuses idées et hypothèses, et la démonstration expérimentale de la transmission d'image fixes à 50 hertz par la rétine au cerveau, ce qui est un apport fondamental pour le futur des théories de la perception visuelle.
En 1976, il accepte un poste de professeur à l'Université de San Diego, et s'installe à La Jolla face à l'océan Pacifique.
Dans les années 1980, Francis Crick affirme que la conscience peut être étudiée scientifiquement. D'autres neurologues, dont Jean-Pierre Changeux de l'Institut Pasteur lui emboîtent le pas. Une controverse entre les dualistes et les matérialistes voit le jour en parallèle au développement des neurosciences.
En 1995, il abandonne son poste de président du Salk Institute for Biological Studies pour raison de santé.
Il est mort le 28 juillet 2004 à l'hôpital de l'Université de San Diego, en Californie, à l'âge de 88 ans, des suites d'un cancer du côlon. Sa veuve est décédée en 2007 à 86 ans.

## Controverses
L'utilisation par Watson et Crick des données de diffraction des rayons X de l'ADN recueillies par Rosalind Franklin et Maurice Wilkins a généré une controverse persistante sur la paternité réelle de Watson et Crick concernant la découverte de la structure de l'ADN.
Cela découle du fait que certaines des données non publiées de Franklin ont été utilisées à son insu ou sans son consentement par Watson et Crick dans leur construction du modèle à double hélice de l'ADN,
Les clichés d'ADN obtenus par diffraction des rayons X de Rosalind Franklin et de son élève Raymond Gosling, notamment le cliché 51, ont été déterminants dans la découverte de la structure à double hélice de l'ADN par James Dewey Watson et Francis Crick en 1953, publiée dans Nature.

## Publications
- Francis Crick, Une vie à découvrir. De la double hélice à la mémoire, Éditions Odile Jacob, 1989, 240 p.  (ISBN 2-7381-0068-6)
- L'hypothèse stupéfiante, à la recherche scientifique de l'âme, Éditions Plon, 1995 (ASIN B00QE99OE4).